# Portugisisk skivtungegroda
Portugisisk skivtungegroda (Discoglossus galganoi) är en art i familjen skivtungegrodor (Pelobatidae) som tillhör ordningen stjärtlösa groddjur.

## Utseende
Den portugisiska skivtungegrodan är knubbig med ett brett, platt huvud och ögon med en hjärtformad pupill. Grodan förekommer i tre olika utseendemässiga former: En jämnfärgat brun till grönaktig, en med mörka fläckar med ljusa kanter, och en form med två mörkbruna, längsgående band, ett ljust band längs ryggen, och två ljusa band längs sidorna. Buken är alltid vitaktig.

## Utbredning
Den portugisiska skivtungegrodan förekommer i Portugal och västra Spanien, mer splittrat i Portugal.

## Vanor
Den vistas i eller nära vatten, som dammar, träsk, bergsbäckar, vattentråg för boskap och ibland även brackvatten. På land förekommer den på sandstränder, ängar, buskage, skogsbryn och i klippterräng. Grodan lever från havsytan upp till 1 900 m

## Fortplantning
Den portugisiska skivtungegrodan leker i oktober till sensommaren, då honan lägger ägg i upptill 6 perioder på mellan 300 och 1 500 ägg vardera. Äggen utvecklas snabbt och kläcks efter mindre än en vecka. Ynglen förvandlas efter 3 veckor till 2 månader. Hanarna blir könsmogna efter 3 till 5 år, honorna vid ungefär 4 års ålder. Livslängden uppskattas till 9 år.